# Torneio Internacional de Verão do Rio de Janeiro de 1973
O Torneio Internacional de Verão foi uma competição internacional amistosa de futebol disputada na cidade do Rio de Janeiro em 1973, que teve a participação de quatro equipes, duas argentinas e duas brasileiras, com três rodadas programadas para serem cumpridas, nas quais todas as equipes envolvidas se enfrentariam, sendo campeã aquela que tivesse o melhor aproveitamento.

## Participantes
Argentinos Juniors
 Atlanta
 Fluminense
 Vasco da Gama

## Tabela
Todos os jogos disputados no Estádio de São Januário.
| 27 de janeiro      |       |                    |
| Vasco da Gama      | 1 – 0 | Argentinos Juniors |
| 28 de janeiro      |       |                    |
| Fluminense         | 1 – 0 | Atlanta            |
| 31 de janeiro      |       |                    |
| Vasco da Gama      | 0 – 0 | Atlanta            |
| 1 de fevereiro     |       |                    |
| Fluminense         | 1 – 1 | Argentinos Juniors |
| 4 de fevereiro     |       |                    |
| Vasco da Gama      | 0 – 1 | Fluminense         |
| Não Realizado      |       |                    |
| Argentinos Juniors | –     | Atlanta            |

## Ficha técnica da final
- VASCO 0–1 FLUMINENSE[1]
- Local: Estádio de São Januário (RJ).
- Data: 4 de fevereiro de 1973.
- Árbitro: José Mário Vinhas.
- Renda: Cr$ 82.665,00.
- Público: 7.829 pagantes.
- CRVG: Andrada; Paulo César, Miguel, Moisés e Alfinete (Fidélis); Alcir e Ademir; Jorginho Carvoeiro, Dé, Tostão e Amarildo. Técnico : Mário Travagilini.
- FFC: Félix; Toninho, Silveira, Assis e Marco Antônio; Denilson e Gérson; Cafuringa, Jair, Didi (Abel) e Lula. Técnico : Zezé Moreira.
- Gol: Lula aos 88'.

## Classificação final

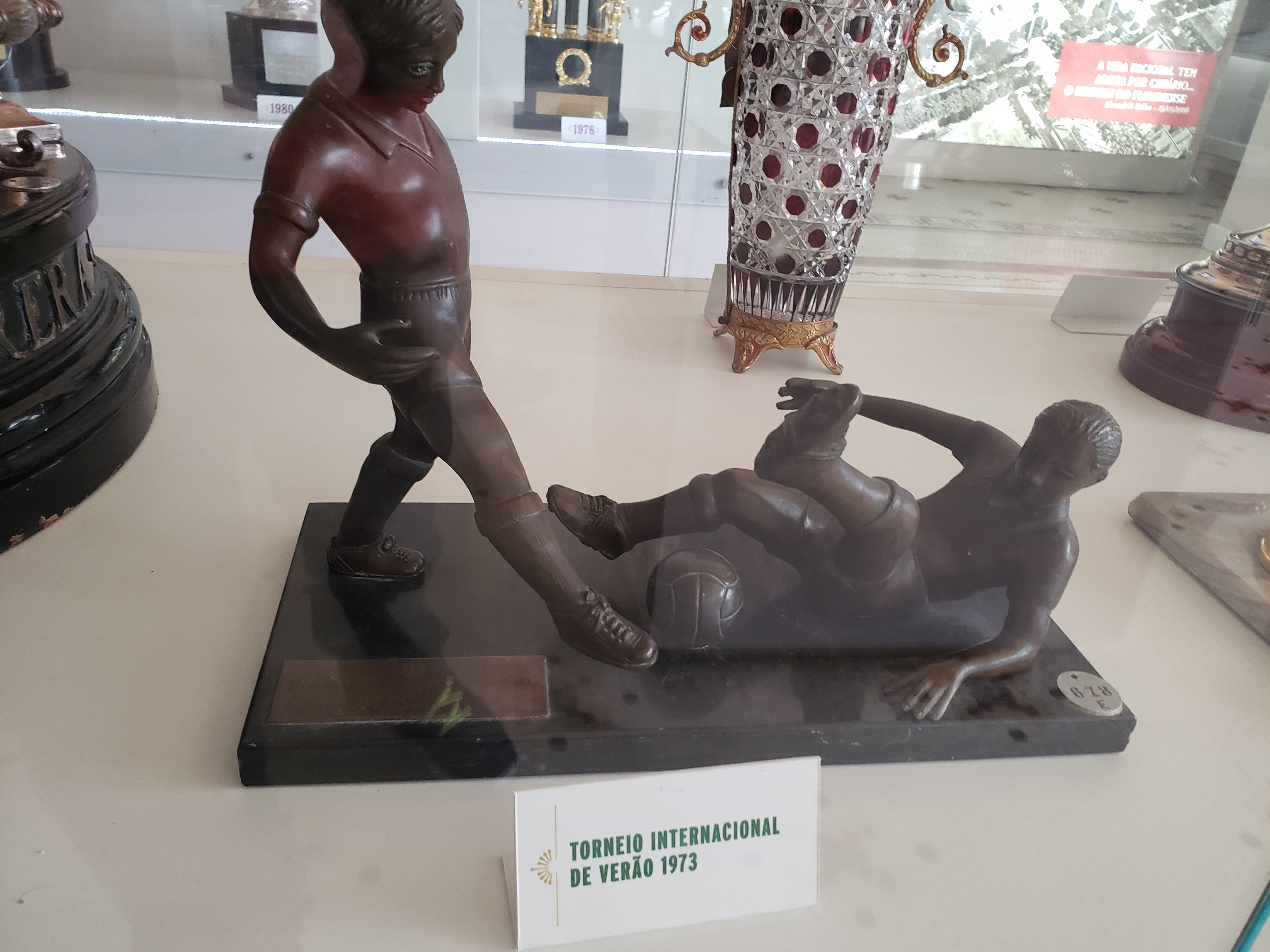
A taça do torneio.

| Pos. | Time               | Pts | J | V | E | D | GP | GC | SG |
| ---- | ------------------ | --- | - | - | - | - | -- | -- | -- |
| 1    | Fluminense         | 5   | 3 | 2 | 1 | 0 | 3  | 1  | +2 |
| 2    | Vasco da Gama      | 3   | 3 | 1 | 1 | 1 | 1  | 1  | 0  |
| 3    | Argentinos Juniors | 1   | 2 | 0 | 1 | 1 | 1  | 1  | 0  |
| 4    | Atlanta            | 1   | 2 | 0 | 1 | 1 | 1  | 0  | -1 |

| Torneio Internacional de Verão de 1973 |
| -------------------------------------- |
| Fluminense Campeão (Invicto)           |